# Пащенко, Анатолий Фёдорович
Анато́лий Фёдорович Па́щенко (4 октября 1919, хутор Казакова Балка, Херсонская губерния — 13 марта 1986, Москва) — советский инженер, участник создания ядерного оружия в СССР, сотрудник ПО «Маяк» (Озерск Челябинской области).

## Биография
Родился в семье учителей. В 1926 году поступил в среднюю школу в Новомиргороде, завершил обучение в Черкассах. 7 июня 1941 года окончил Харьковский химико-технологический институт, получив квалификацию инженера-химика-технолога.
С началом войны был призван в армию, 18 ноября 1941 года окончил курсы техников-артиллеристов при Артиллерийской академии в Москве. В боях не участвовал; служил военным техником-артиллеристом на складе № 621 ст. Чумляк Челябинской области (1.12.1941 — 30.6.1942), начальником отделения на центральной военной базе № 28 ст. Глотовка Ульяновской области (август 1942 — 30.9.1946); демобилизован в октябре 1946 года. С 8 ноября 1946 работал заместителем начальника цеха на заводе 786 (Черниковск, Башкирская АССР).
Решением СМ СССР от 21 августа 1947 года А. Ф. Пащенко был отобран для работы на объекте Е. П. Славского по протекции И. В. Курчатова. Однако при зачислении в штат секретного предприятия п/я 21, ПО «Маяк» (атомный комбинат, г. Озерск Челябинской области) во время проверки биографических данных выяснили, что Анатолий Пащенко имеет по матери дяди-диссидента Степана Кожемякина, который за «антисоветские убеждения» отбывал наказание в лагерях Самары. Зачисление А. Пащенко на п/я 21 приостановили. Чтобы не потерять возможности получить карьеру, Анатолий Пащенко в центральной прессе пишет разгромную статью, в которой осуждает дядю за «националистические» взгляды и отказывается от него.
После дополнительных проверок МГБ Анатолия Пащенко допустили на режимный объект ПО «Маяк». Зачисляют в штат Точеного П. И. (завод 25) начальником смены отделения. За несколько месяцев коллектив Пащенко А. Ф. не только помог вывести на проектный уровень мощности первый в СССР промышленный уран-графитовый реактор «А» (июнь 1948 г.), но и активизировал строительно-монтажные работы на строительстве радиохимического завода «Б», который стал промежуточным звеном ядерного производства (добычи первичного неочищенного плутония). Всего за полгода объект «Б» был сдан в эксплуатацию, 22 декабря 1948 г. (Запуском химико-металлургического завода «В» увенчался завершающий этап строительства плутониевого комбината на юге Урала. Первую продукцию комбината — оружейный плутоний был получен в середине апреля 1949 г., а 29 августа 1949 г. использовано для «начинки» первой советской атомной бомбы РДС-1).
За три года шефства над изменениями отдела № 6, 7 (с 22 декабря 1947 г. по 1951 р.) Анатолий Пащенко часто бывал на радиационно опасных объектах, где организовывал работу. Облучился. Чтобы обезопасить от избытка радиации, руководство ПО «Маяк» в июне 1952 г. переводит А. Ф. Пащенко на объект «Б», руководителем технического отдела. Здесь он сполна он проявляет организаторский талант и высокие профессиональные умения. 6 января 1952 г. (приказом № 28) Анатолия Пащенко назначают начальником проектной группы и главным инженером объединенного завода 235 (совместного предприятия «Б» и его дублю — «ДБ»).
На этой должности, имея опыт эксплуатации «Б», он воплотил ряд конструктивных решений для улучшения технологии производства и обеспечения безопасности работников от облучения на «ДБ».
Приказом министра Минсредмаша № 312 от 25 апреля 1955 г. Пащенко А. Ф. назначен директором завода «Б», проведена также аттестацию и подтверждено соответствие А. Пащенко занимаемой должности. Назначение Пащенко управлять заводом «Б» оказалось не случайным. Администрация из Москвы надеялась, что Он сможет улучшить ситуацию, ведь положение с безопасностью работников объекта «Б» осталось неудовлетворительным, люди переквалифицировались и не могли дальше работать, профвыводы хотя и сделаны, но на улучшение условий работы не хватало денег, очень не хватало штатных специалистов. Повышенный уровень радиации сказывалось не только на людях, но и на оборудовании. Ускоренно происходили коррозионные процессы. Через коррозию происходило протечек систем, выход из строя насосов, клапанов, задвижек, вентилей, измерительных приборов и тому подобное. Ощутимо давались в знаки форсированные темпы строительства. Возникла проблема с переполненными хранилищами жидких радиоактивных отходов, много контейнеров («банок») оказались негерметичными или неисправными. Чтобы помочь положению нужно было полностью остановить объект «Б».
Анатолий Пащенко начал руководить заводом «Б», однако состояние здоровья его через несколько месяцев резко ухудшилось, поэтому должен отбыть с ПО «Маяк», чтобы подлечиться. В.а. директора завода «Б» временно назначили главного инженера Ермолаева М. И., а инженерные обязанности переложили на начальника производственно-технического отдела Митрофанова Г. В.
В это время, 29 сентября 1957 г., на заводе «Б» произошла катастрофа, связанная с нарушением условий хранения жидких высокоактивных отходов. Из-за недостаточного охлаждения произошел мощный химический взрыв, который сорвал 160-тонную бетонную плиту, которая накрывала емкость № 14. Часть радиоактивных веществ взрывом выбросило в атмосферу (около 70 Юбк), преимущественно — короткоживущие церий-144 циркон-95 (более 90 % выброса). Основная часть активности (около 90 %) осела на территории предприятия. Однако имела место радиационная туча, которая заразила полосу длиной около 300 км и шириной 30-50 км. Эта территория получила название Восточно-Уральского радиоактивного следа (ВУРС). В результате аварии было загрязнено 23 тыс. км2, включая 217 населенных пунктов.
После выяснения обстоятельств катастрофы и детального анализа ситуации, был уволен с должности генерального директора ПО «Маяк» Михаила Демьяновича (пытался взять вину на себя); за упущения в технологии охлаждения комплекса «С» главному инженеру комбината 817 Григорию Мишенкову объявлен строгий выговор. Применено дисциплинарное взыскание и до главного инженера завода «Б» Михаила Ермолаева и руководителя завода Анатолия Пащенко. Им высказано порицание.
В связи с аварией вновь назначенным инженером комбината «Маяк» стал Семенов М. А., но у него произошел инфаркт, в том.а. главного инженера стал А. Ф. Пащенко (с 21 марта 1959 р.). После выхода на работу Семенова, А. Пащенко 20 ноября 1959 р.) заместителем главного инженера комбината по радиохимии. На этой должности Анатолий Пащенко работал на протяжении последних десяти лет. За время работы на комбинате он много вложил сил, знаний и усилий для завершения строительства и пуска в действие завода «ДБ» и коренного улучшения условий труда. Это огромная задача была решена совместными усилиями технологов, ученых, проектировщиков и инженеров комбината. Его комплексно решили через кардинальное изменение технологии переработки ядерного продукции.
Анатолий Федорович на всех должностях был добросовестным, скромным, работал с максимальной отдачей. Когда разнопрофильный коллектив с годами возглавлять было трудно, 12 января 1969 г. он согласился на переход в Главное управление Минсредмаша руководителем отдела.
Лишь на склоне лет, подводя жизненную черту, Анатолий Пащенко посетил Украину. Его дядя, Степан Кожемяка, в письме к родным (25 сентября 1982) отмечает, что приезжал племянник Анатолий: «Остановился он у меня в шалаше, вел себя ласково, благосклонно. Наведался, чтобы облагородить могилу Зинаиды, своей матери. Сделал все сам: и покрасил штахетик, и порезал все, что нарастало на могилке, сам починил рамку и написал на украинском языке. Рассказывал о положении в Москве. (…) Имел с ним несколько острых диалогов… Он очень приглашал меня приехать к ним».

### Семья
Отец — Фёдор Владимирович Пащенко (1895, с. Глодосы, Елисаветградский уезд — ?).
Мать — Зинаида Демидовна Пащенко (урожд. Кожемякина) (1895, Новомиргород, Херсонская губерния — ?).
До Октябрьской революции родители учительствовали, после революции преподавали в новомиргородском педтехникуме.
Жена — Ольга Павловна Пащенко (урожд. Архангельская) (23 августа 1923, с. Никулино, Ульяновская область — ?), русская, дочь адвоката и учительницы; до замужества служила в Красной армии старшим сержантом связи;
- три дочери.

## Награды
- три ордена Трудового Красного Знамени (1949[6][7][К 5] — № 116228, 1956[6][8] — № 356365, 1971 — № 688071)[1]
- Ленинская премия в области науки и техники (1961)[К 6]
- орден Ленина (1962, № 342246)[1][6]
- два ордена «Знак Почёта» (1966[6] — № 406799, 1981 — № 1398377)[1]
- медали[1]:
  - За боевые заслуги (1944 — № 2659314)[6]
  - За победу над Германией в Великой Отечественной войне[6]
  - Двадцать лет Победы в Великой Отечественной войне 1941—1945 гг.
  - 50 лет Вооружённых Сил СССР (1968)
  - За долголетнюю и плодотворную деятельность по развитию атомной науки (1968; памятная медаль Института атомной энергии им. И. В. Курчатова)
  - Тридцать лет победы в Великой Отечественной войне 1941-1945 гг. (1975)
  - 60 лет Вооружённых Сил СССР (1979)
  - Ветеран труда (1984)
  - Сорок лет Победы в Великой Отечественной войне 1941—1945 гг..

## Комментарии
1. ↑  Указывается также дата рождения 4 мая 1919[1].
2. ↑  Ныне — в Новоукраинском районе, Кировоградская область, Украина.
3. ↑  Местом смерти указывается также Озерск Челябинской области[1].
4. ↑  Ныне — станция Щучье в одноимённом городе Курганской области.
5. ↑  В других источниках ошибочно указывается год награждения — 1950[1].
6. ↑  Постановление Комитета по Ленинским премиям в области науки и техники при Совете Министров СССР от 22 апреля 1961, удостоверение Лауреата № 0867, выдано 15 мая 1961[1]. В других источниках указывается год присуждения премии — 1963[6].